# Stichting Internationale Vierdaagse Afstandsmarsen Nijmegen
Stichting Internationale Vierdaagse Afstandsmarsen Nijmegen of Stichting DE 4DAAGSE is de in Nijmegen gevestigde organisatie die sinds 2002 de Nijmeegse Vierdaagse organiseert.
Als gevolg van van een akkoord dat de Koninklijke Nederlandse Bond voor Lichamelijke Opvoeding sloot met de Belastingdienst werd op 1 juli 2002 een aparte stichting opgericht, de Stichting Internationale Vierdaagse Afstandsmarsen Nijmegen, die met ingang van de 86ste Vierdaagse verantwoordelijk is voor de organisatie van het evenement.
1909 · 1910 · 1911 · 1912 · 1913 · 1914 · 1915 · 1916 · 1917 · 1918 · 1919 · 1920 · 1921 · 1922 · 1923 · 1924 · 1925 · 1926 · 1927 · 1928 · 1929 · 1930 · 1931 · 1932 · 1933 · 1934 · 1935 · 1936 · 1937 · 1938 · 1939 · 1940 · 1941 · 1942 · 1943 · 1944 · 1945 · 1946 · 1947 · 1948 · 1949 · 1950 · 1951 · 1952 · 1953 · 1954 · 1955 · 1956 · 1957 · 1958 · 1959 · 1960 · 1961 · 1962 · 1963 · 1964 · 1965 · 1966 · 1967 · 1968 · 1969 · 1970 · 1971 · 1972 · 1973 · 1974 · 1975 · 1976 · 1977 · 1978 · 1979 · 1980 · 1981 · 1982 · 1983 · 1984 · 1985 · 1986 · 1987 · 1988 · 1989 · 1990 · 1991 · 1992 · 1993 · 1994 · 1995 · 1996 · 1997 · 1998 · 1999 · 2000 · 2001 · 2002 · 2003 · 2004 · 2005 · 2006 · 2007 · 2008 · 2009 · 2010 · 2011 · 2012 · 2013 · 2014 · 2015 · 2016 · 2017 · 2018 · 2019 · 2020 · 2021 · 2022 · 2023 · 2024 · 2025 · 2026